# Bussy-Saint-Martin
Pour les articles homonymes, voir Bussy et Saint-Martin.
Bussy-Saint-Martin est une commune française située dans le département de Seine-et-Marne en région Île-de-France.

## Géographie

### Localisation
La commune est située à 3,5 km à l'est de Torcy.

### Communes limitrophes
|           | Saint-Thibault-des-Vignes Gouvernes | Guermantes          |
| Torcy     | Bussy-Saint-Martin                  |                     |
| Collégien |                                     | Bussy-Saint-Georges |

### Hydrographie

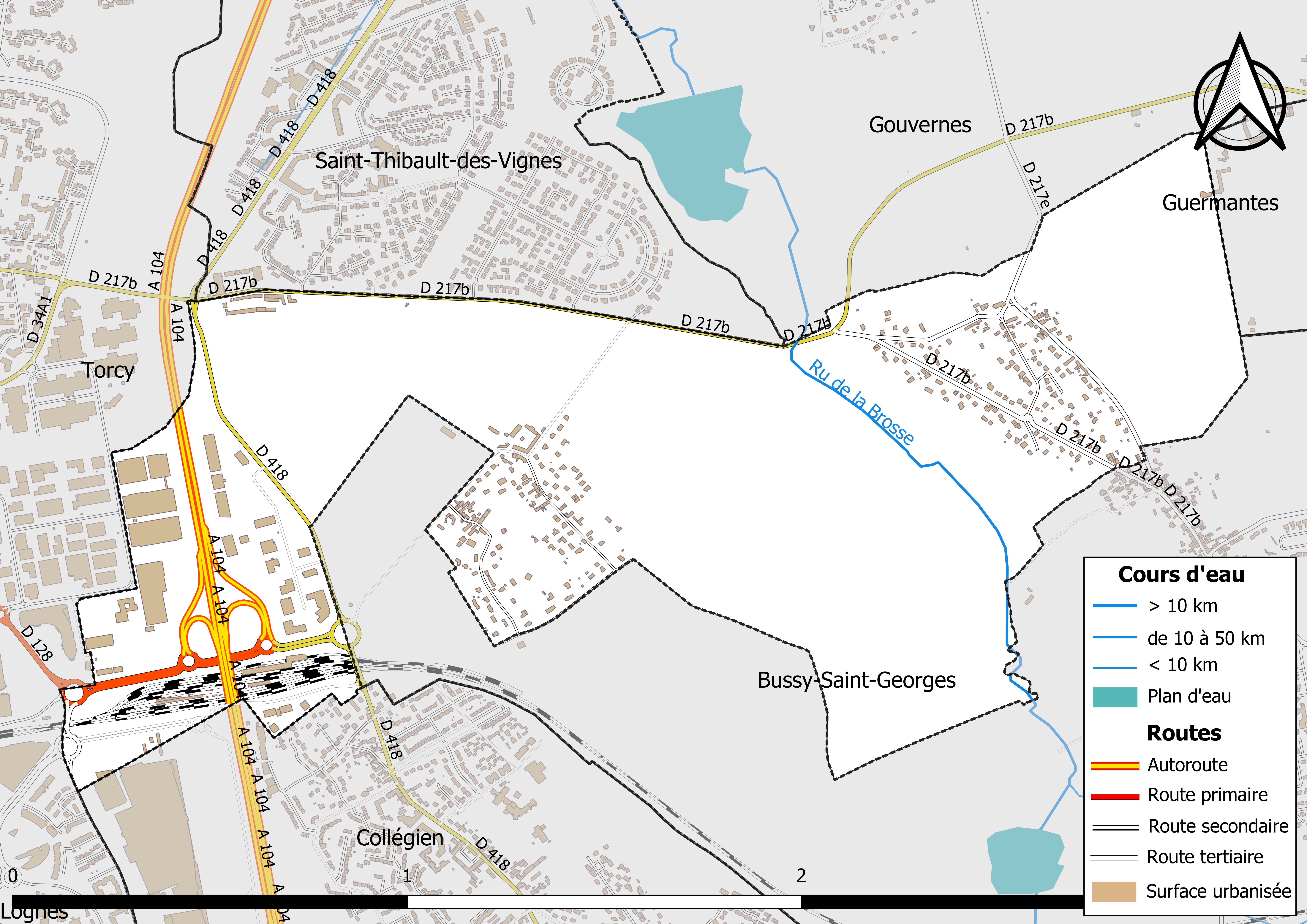
Carte des réseaux hydrographique et routier de Bussy-Saint-Martin.

Le réseau hydrographique de la commune se compose d'un seul cours d'eau référencé : le ru de la Brosse, 6,9 km, affluent de la Gondoire.
Sa longueur totale sur la commune est de 1,15 km.

### Géologie et relief
La commune est classée en zone de sismicité 1, correspondant à une sismicité très faible.

### Climat
Pour des articles plus généraux, voir Climat de l'Île-de-France et Climat de Seine-et-Marne.
En 2010, le climat de la commune est de type climat océanique dégradé des plaines du Centre et du Nord, selon une étude du CNRS s'appuyant sur une série de données couvrant la période 1971-2000. En 2020, Météo-France publie une typologie des climats de la France métropolitaine dans laquelle la commune est exposée à un climat océanique altéré et est dans la région climatique Sud-ouest du bassin Parisien, caractérisée par une faible pluviométrie, notamment au printemps (120 à 150 mm) et un hiver froid (3,5 °C).
Pour la période 1971-2000, la température annuelle moyenne est de 11,1 °C, avec une amplitude thermique annuelle de 15,3 °C. Le cumul annuel moyen de précipitations est de 713 mm, avec 10,8 jours de précipitations en janvier et 7,7 jours en juillet. Pour la période 1991-2020, la température moyenne annuelle observée sur la station météorologique la plus proche, située sur la commune de Torcy à 3 km à vol d'oiseau, est de 12,1 °C et le cumul annuel moyen de précipitations est de 716,4 mm,. Pour l'avenir, les paramètres climatiques de la commune estimés pour 2050 selon différents scénarios d'émission de gaz à effet de serre sont consultables sur un site dédié publié par Météo-France en novembre 2022.
| Mois                                  | jan.            | fév.           | mars          | avril         | mai            | juin          | jui.           | août           | sep.          | oct.            | nov.            | déc.            | année      |
| ------------------------------------- | --------------- | -------------- | ------------- | ------------- | -------------- | ------------- | -------------- | -------------- | ------------- | --------------- | --------------- | --------------- | ---------- |
| Température minimale moyenne (°C)     | 2,2             | 2,3            | 4             | 6,1           | 9,6            | 12,7          | 14,6           | 14,2           | 11,2          | 8,8             | 5,1             | 2,9             | 7,8        |
| Température moyenne (°C)              | 4,8             | 5,6            | 8,3           | 11,2          | 14,6           | 18            | 20,1           | 19,8           | 16,3          | 12,8            | 8,1             | 5,5             | 12,1       |
| Température maximale moyenne (°C)     | 7,4             | 8,9            | 12,6          | 16,2          | 19,7           | 23,2          | 25,6           | 25,5           | 21,5          | 16,8            | 11,1            | 8               | 16,4       |
| Record de froid (°C) date du record   | −12,6 07.01.09  | −11,4 07.02.12 | −8,6 01.03.05 | −3,3 06.04.21 | 0,4 07.05.1997 | 2,8 04.06.01  | 6,6 13.07.1993 | 5,8 28.08.1998 | 2 30.09.18    | −3,4 30.10.1997 | −9,7 24.11.1998 | −9,6 29.12.1996 | −12,6 2009 |
| Record de chaleur (°C) date du record | 17,3 05.01.1999 | 20,9 27.02.19  | 26,2 31.03.21 | 28,8 20.04.18 | 31,6 27.05.05  | 36,6 27.06.11 | 42,1 25.07.19  | 39,7 11.08.03  | 35,7 08.09.23 | 28,7 02.10.11   | 21,9 07.11.15   | 17,8 07.12.00   | 42,1 2019  |
| Précipitations (mm)                   | 57,2            | 53,2           | 52,5          | 50            | 71,3           | 57,6          | 60,5           | 66,1           | 53,3          | 60,5            | 59,5            | 74,7            | 716,4      |

### Milieux naturels et biodiversité
Aucun espace naturel présentant un intérêt patrimonial n'est recensé sur la commune dans l'inventaire national du patrimoine naturel,,.

## Urbanisme

### Typologie
Au 1er janvier 2024, Bussy-Saint-Martin est catégorisée ceinture urbaine, selon la nouvelle grille communale de densité à sept niveaux définie par l'Insee en 2022.
Elle appartient à l'unité urbaine de Paris, une agglomération inter-départementale regroupant 407  communes, dont elle est une commune de la banlieue,,. Par ailleurs la commune fait partie de l'aire d'attraction de Paris, dont elle est une commune de la couronne,. Cette aire regroupe 1 929 communes,.

### Lieux-dits et écarts
La commune compte 26 lieux-dits administratifs répertoriés consultables ici.
Outre le Bourg, la commune est composée de deux hameaux : Rentilly et Saint-Germain-des-Noyers.

### Occupation des sols
L'occupation des sols de la commune, telle qu'elle ressort de la base de données européenne d’occupation biophysique des sols Corine Land Cover (CLC), est marquée par l'importance des territoires agricoles (47 % en 2018), en diminution par rapport à 1990 (60,9 %). La répartition détaillée en 2018 est la suivante : 
terres arables (39% ), zones urbanisées (19,4% ), forêts (17,2% ), zones industrielles ou commerciales et réseaux de communication (16,4% ), zones agricoles hétérogènes (5,9% ), prairies (2 %).
Parallèlement, L'Institut Paris Région, agence d'urbanisme de la région Île-de-France, a mis en place un inventaire numérique de l'occupation du sol de l'Île-de-France, dénommé le MOS (Mode d'occupation du sol), actualisé régulièrement depuis sa première édition en 1982. Réalisé à partir de photos aériennes, le Mos distingue les espaces naturels, agricoles et forestiers mais aussi les espaces urbains (habitat, infrastructures, équipements, activités économiques, etc.) selon une classification pouvant aller jusqu'à 81 postes, différente de celle de Corine Land Cover,,. L'Institut met également à disposition des outils permettant de visualiser par photo aérienne l'évolution de l'occupation des sols de la commune entre 1949 et 2018.

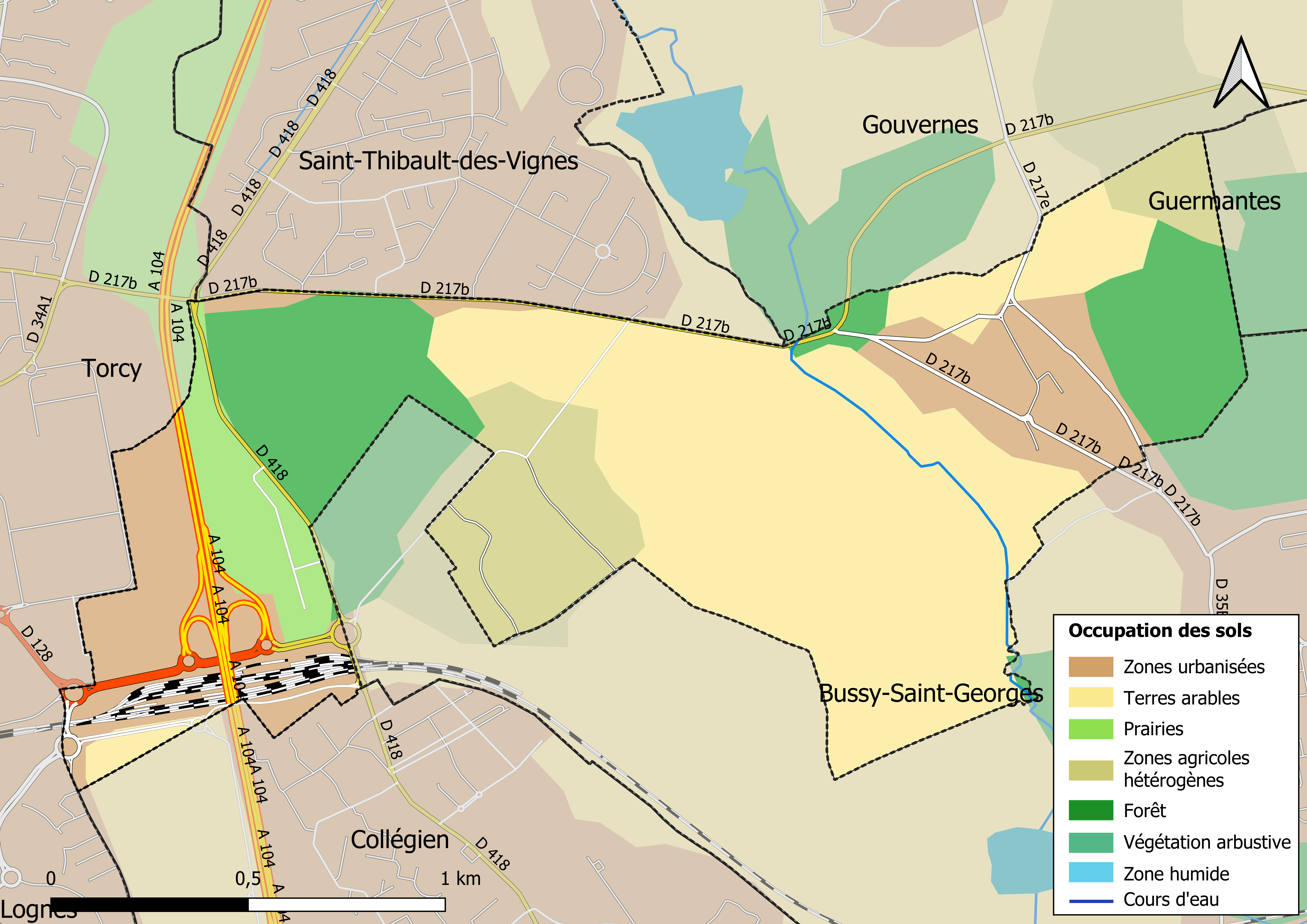
Carte des infrastructures et de l'occupation des sols en 2018 (CLC) de la commune.
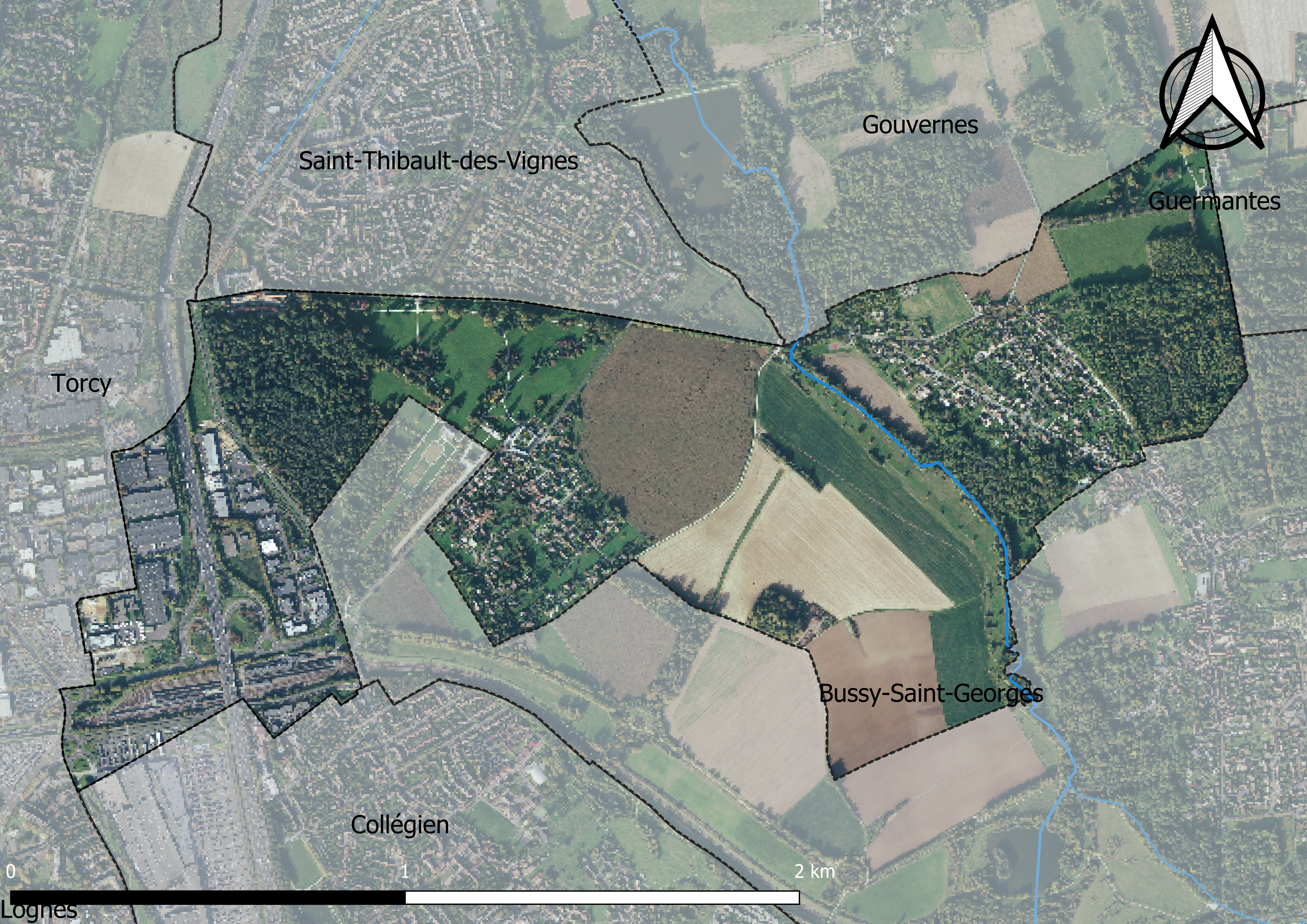
Carte orhophotogrammétrique de la commune.

### Planification
La loi SRU du 13 décembre 2000 a incité les communes à se regrouper au sein d’un établissement public, pour déterminer les partis d’aménagement de l’espace au sein d’un SCoT, un document d’orientation stratégique des politiques publiques à une grande échelle et à un horizon de 20 ans et s'imposant aux documents d'urbanisme locaux, les PLU (Plan local d'urbanisme). La commune est dans le territoire du SCOT Marne, Brosse et Condoire, approuvé en février 2013 et dont la révision a été lancée en 2017 par la Communauté d'Agglomération de Marne et Gondoire.
La commune disposait en 2019 d'un plan local d'urbanisme approuvé. Le zonage réglementaire et le règlement associé peuvent être consultés sur le géoportail de l'urbanisme.

### Logement
En 2013, le nombre total de logements dans la commune était de 265.
Parmi ces logements, 93,9 % étaient des résidences principales, 4,2 % des résidences secondaires et 1,9 % des logements vacants.
La part des ménages propriétaires de leur résidence principale s’élevait à 82,5 %.

## Toponymie

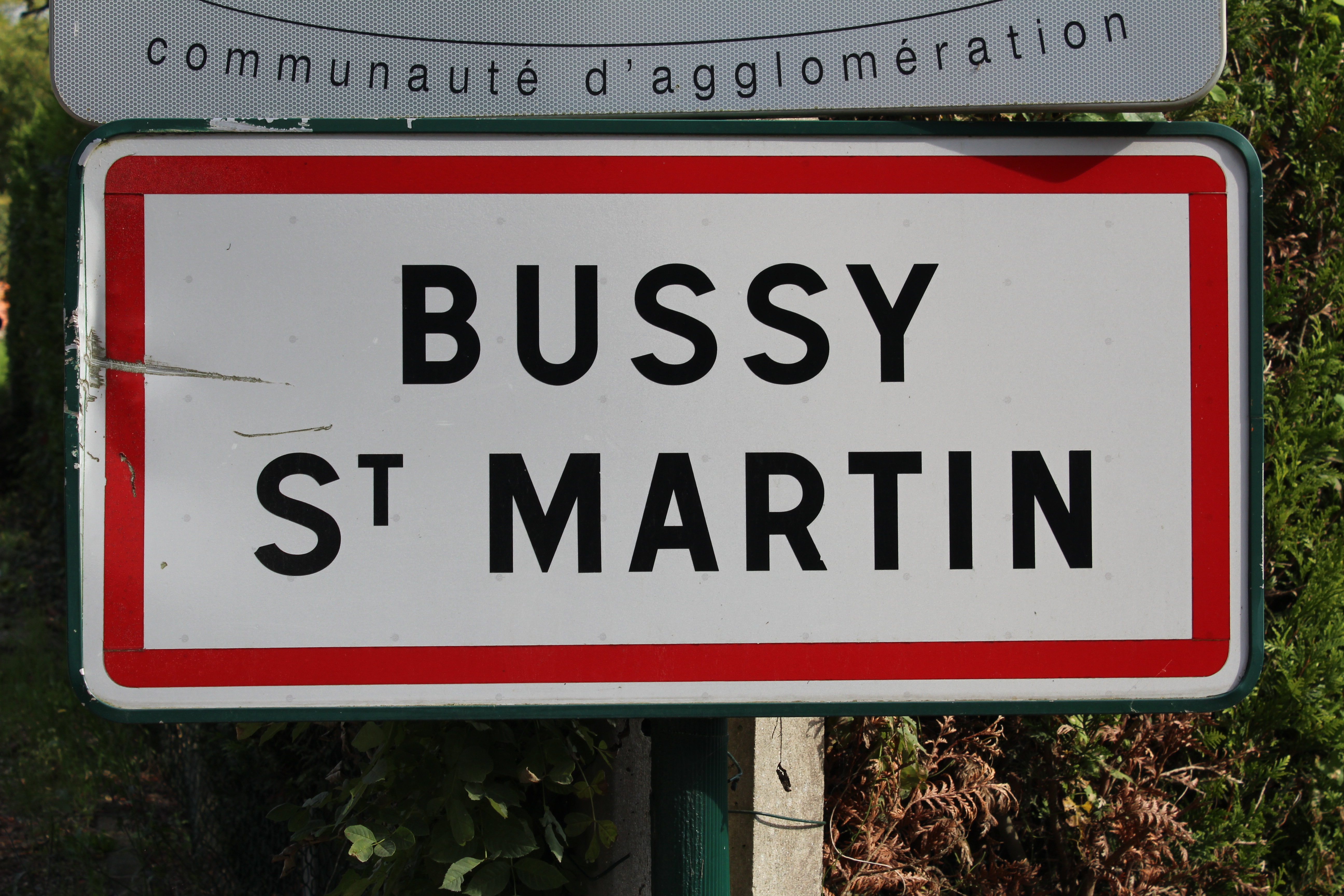
Panneau d'entrée dans le village.

- Formes anciennes : In Buxido altero en 841, Buciacum en 868, Buci en 1187, Buceium vers 1190, Buciacum sancti Martini en 1227, Bucy Saint Martin en 1385, Bussy-la-Montagne en 1793[26].
- Bussy provient du mot Buxus ou Buscus qui signifie un bois et des bocages[27].

## Histoire
Le village est cité dès 841, mais la désignation de Saint-Martin n'apparaît qu'en 1277 (Bucianum Sancti Martin). Au Moyen Âge, Bussy-Saint-Martin et Bussy-Saint-Georges ne forment qu'une seule et même seigneurie dirigée par les seigneurs de Bucy. La séparation des deux villages aura lieu à la fin du XIIe siècle, époque à laquelle l'église de Bussy-Saint-Martin fut édifiée. Sa situation et sa taille importante pour un si petit village peuvent surprendre. On suppose que ce sanctuaire a été utilisé comme lieu de pèlerinage pour vénérer des reliques ou une étape sur le chemin de nombreux pèlerins d’alors. En effet, une porte de l’église datant du XIIIe est ornée de 17 fers à chevaux. Avec la vague de déchristianisation de 1793, Bussy-Saint-Martin devient Bussy-la-Montagne.
Le château de Rentilly (hameau de Bussy-Saint-Martin) est construit au début du XVIe siècle par Jean Bourdereul, avocat au Parlement. Il passe ensuite de mains en mains, notamment la famille André (banquiers et amateurs d'art à l'origine du musée Jacquemart-André) qui surélève le château, ajoute ailes et clochetons.
En 1890, le château est vendu à Gaston Menier, industriel du chocolat dont les usines et les bureaux sont à Noisiel tout proche. Pendant la Seconde Guerre mondiale, le château réquisitionné par l’État, sert de caserne à un groupe mobile de réserve (ancêtre des CRS). À quelques heures de la Libération, certains d’entre eux prennent le maquis. Le château est incendié par l'armée allemande le 21 août 1944. Il est reconstruit dans le style Directoire entre 1954 et 1957 par Jacques Menier, son propriétaire.
Au cours de l’année 1993, des archéologues mettent au jour les vestiges d’un village néolithique (traces d’anciens foyers, fondations de huttes). Ce village a été estimé à une quarantaine de feux. C’est sur ce lieu que se développa le hameau de Rentilly.

## Politique et administration

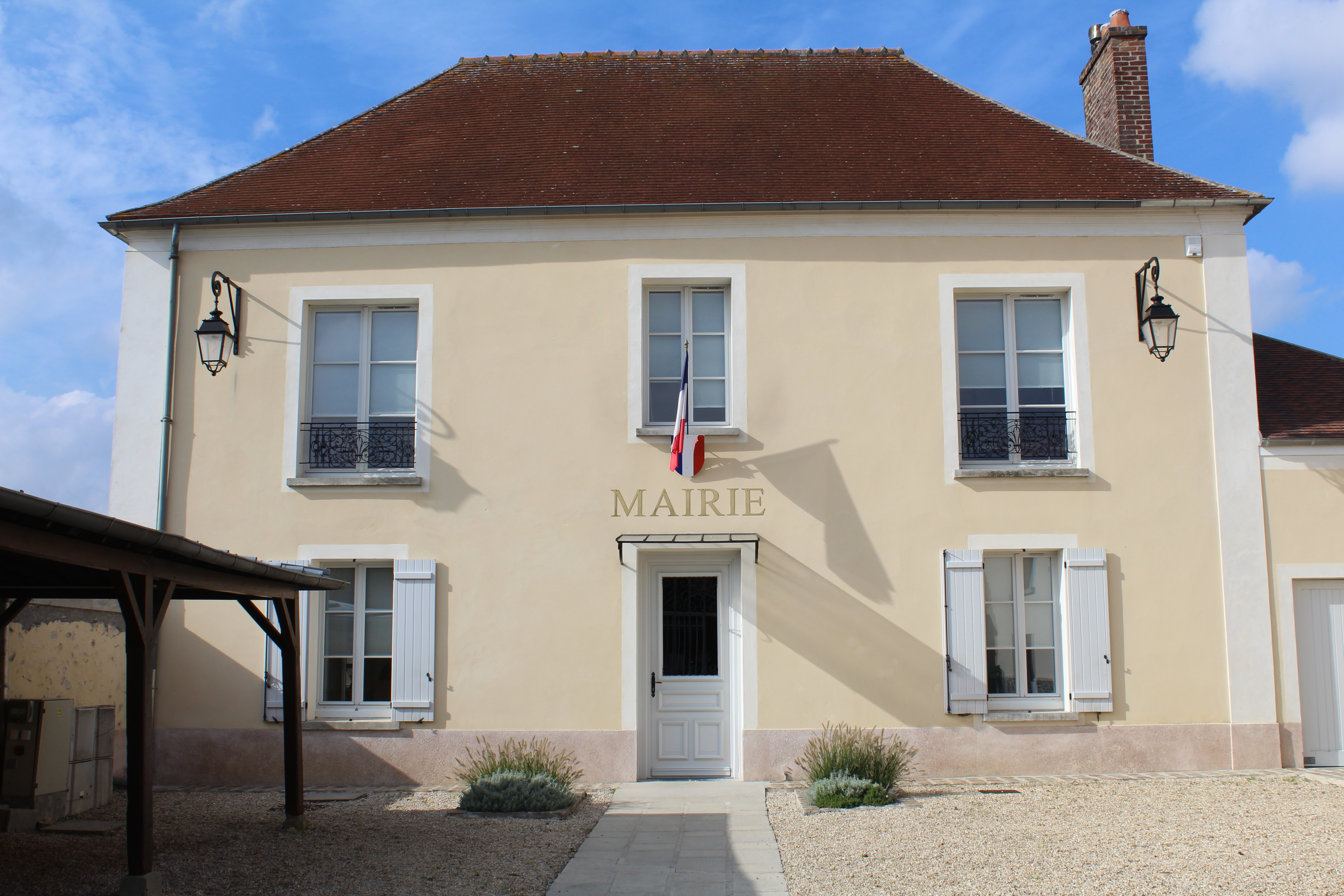
La mairie.

Bussy-Saint-Martin fait partie du secteur 3 de la ville nouvelle de Marne-la-Vallée, appelé Val de Bussy.

Bussy-Saint-Martin est membre de la communauté d'agglomération de Marne et Gondoire, dont elle est le siège.

### Tendances politiques et résultats

#### Élections nationales
- Élection présidentielle de 2017[29] : 48,77 % pour Emmanuel Macron (REM), 21,13 % pour Marine Le Pen (FN), 79,58 % de participation.

### Liste des maires
| Période                                  | Période  | Identité         | Étiquette | Qualité     |
| ---------------------------------------- | -------- | ---------------- | --------- | ----------- |
| Les données manquantes sont à compléter. |          |                  |           |             |
| 1962                                     | 1995     | André Boureau    |           | Cadre SNCF  |
| juin 1995                                | En cours | Patrick Guichard | DVD       | Agriculteur |

## Équipements et services

### Eau et assainissement
L’organisation de la distribution de l’eau potable, de la collecte et du traitement des eaux usées et pluviales relève des communes. La loi NOTRe de 2015 a accru le rôle des EPCI à fiscalité propre en leur transférant cette compétence. Ce transfert devait en principe être effectif au 1er janvier 2020, mais la loi Ferrand-Fesneau du 3 août 2018 a introduit la possibilité d’un report de ce transfert au 1er janvier 2026,.

#### Assainissement des eaux usées
En 2020, la gestion du service d'assainissement collectif de la commune de Bussy-Saint-Martin est assurée par le SIA de Marne-la-Vallée (SIAM) pour le transport. Ce service est géré en délégation par une entreprise privée, dont le contrat arrive à échéance le 31 décembre 2025,,.
La station d'épuration Equalia est quant à elle gérée par le SIA de Marne-la-Vallée (SIAM) qui a délégué la gestion à une entreprise privée, VEOLIA, dont le contrat arrive à échéance le 31 décembre 2020,.
L’assainissement non collectif (ANC) désigne les installations individuelles de traitement des eaux domestiques qui ne sont pas desservies par un réseau public de collecte des eaux usées et qui doivent en conséquence traiter elles-mêmes leurs eaux usées avant de les rejeter dans le milieu naturel. La communauté d'agglomération Marne et Gondoire (CAMG) assure pour le compte de la commune le service public d'assainissement non collectif (SPANC), qui a pour mission de vérifier la bonne exécution des travaux de réalisation et de réhabilitation, ainsi que le bon fonctionnement et l’entretien des installations. Cette prestation est déléguée à la Société Française de Distribution d’Eau (SFDE), dont le contrat arrive à échéance le 31 décembre 2025,.

#### Eau potable
En 2020, l'alimentation en eau potable est assurée par le SMAEP de la région de Lagny-sur-Marne qui en a délégué la gestion à l'entreprise Veolia, dont le contrat expire le 1er janvier 2026,,.

## Population et société

### Démographie
En 1710, Bussy-Saint-Martin comptait 42 feux dont 28 à Rentilly, en 1745, 43 feux dont 27 à Rentilly et en 1821, 249 habitants dont 120 à Rentilly.

L'évolution du nombre d'habitants est connue à travers les recensements de la population effectués dans la commune depuis 1793. Pour les communes de moins de 10 000 habitants, une enquête de recensement portant sur toute la population est réalisée tous les cinq ans, les populations de référence des années intermédiaires étant quant à elles estimées par interpolation ou extrapolation. Pour la commune, le premier recensement exhaustif entrant dans le cadre du nouveau dispositif a été réalisé en 2006.

En 2022, la commune comptait 728 habitants, en évolution de +5,97 % par rapport à 2016 (Seine-et-Marne : +3,92 %, France hors Mayotte : +2,11 %).
| 1793 | 1800 | 1806 | 1821 | 1831 | 1836 | 1841 | 1846 | 1851 |
| ---- | ---- | ---- | ---- | ---- | ---- | ---- | ---- | ---- |
| 203  | 210  | 206  | 228  | 294  | 292  | 258  | 251  | 205  |

| 1856 | 1861 | 1866 | 1872 | 1876 | 1881 | 1886 | 1891 | 1896 |
| ---- | ---- | ---- | ---- | ---- | ---- | ---- | ---- | ---- |
| 241  | 254  | 266  | 228  | 213  | 203  | 275  | 258  | 286  |

| 1901 | 1906 | 1911 | 1921 | 1926 | 1931 | 1936 | 1946 | 1954 |
| ---- | ---- | ---- | ---- | ---- | ---- | ---- | ---- | ---- |
| 288  | 233  | 230  | 208  | 232  | 206  | 213  | 214  | 207  |

| 1962 | 1968 | 1975 | 1982 | 1990 | 1999 | 2006 | 2011 | 2016 |
| ---- | ---- | ---- | ---- | ---- | ---- | ---- | ---- | ---- |
| 170  | 186  | 261  | 317  | 475  | 573  | 682  | 726  | 687  |

| 2021 | 2022 | - | - | - | - | - | - | - |
| ---- | ---- | - | - | - | - | - | - | - |
| 702  | 728  | - | - | - | - | - | - | - |

### Manifestations culturelles et festivités
Dans et à partir du Parc Culturel de Rentilly-Michel Chartier se déroulent chaque année les manifestations culturelles et sportives suivantes : en janvier, "Festival Frisson Baroque" ; en mai, "Festival Printemps de Paroles" ; en juin, "Marathon Marne et Gondoire" ; en septembre "Les Journées Européennes du Patrimoine" ; en octobre "Festival Automne Jazz" ; et pendant la saison culturelle, expositions, conférences, concerts et rendez-vous enfants.

### Économie
- Petite zone industrielle (onze ha) en limite de Torcy - Nouvelle ZAC des Marchais - Future ZAC du Gué Langlois.
- Parc culturel et quelques chambres d'hôtes chez l'habitant.

### Revenus de la population et fiscalité
Le nombre de ménages fiscaux en 2013 était de 252 et la médiane du revenu disponible par unité de consommation de 31 559 €.

### Emploi
En 2013, le nombre total d’emploi au lieu de travail était de 544.
Entre 2008 et 2013, la variation de l'emploi total (taux annuel moyen ) a été de + 13,6%. En 2013, le taux d’activité de la population âgée de 15 à 64 ans s'élevait à 74,2 % contre un taux de chômage de 7,5 %.

### Entreprises et commerces
En 2015, le nombre d’établissements actifs était de 136 dont 3 dans l’agriculture-sylviculture-pêche, 12 dans l'industrie, 21 dans la construction, 96 dans le commerce-transports-services divers et 4 étaient relatifs au secteur administratif.
Cette même année, 10 entreprises ont été créées, dont 7 par des Auto-entrepreneurs.

### Secteurs d'activité

#### Agriculture
Bussy-Saint-Martin est dans la petite région agricole dénommée les « Vallées de la Marne et du Morin », couvrant les vallées des deux rivières, en limite de la Brie. En 2010, aucune orientation technico-économique de l'agriculture ne se dégage sur la commune.
Si la productivité agricole de la Seine-et-Marne se situe dans le peloton de tête des départements français, le département enregistre un double phénomène de disparition des terres cultivables (près de 2 000 ha par an dans les années 1980, moins dans les années 2000) et de réduction d'environ 30 % du nombre d'agriculteurs dans les années 2010. Cette tendance se retrouve au niveau de la commune où le nombre d’exploitations est passé de 2 en 1988 à 0 en 2010.
Le tableau ci-dessous présente les principales caractéristiques des exploitations agricoles de Bussy-Saint-Martin, observées sur une période de 22 ans : 
|                                      | 1988 | 2000 | 2010 |
| ------------------------------------ | ---- | ---- | ---- |
| Dimension économique,                |      |      |      |
| Nombre d’exploitations (u)           | 2    | 2    | 0    |
| Travail (UTA)                        | 3    | 2    | 0    |
| Surface agricole utilisée (ha)       | 211  | 132  | 0    |
| Cultures                             |      |      |      |
| Terres labourables (ha)              | s    | s    | 0    |
| Céréales (ha)                        | s    | s    |      |
| dont blé tendre (ha)                 | s    | s    |      |
| dont maïs-grain et maïs-semence (ha) | s    |      |      |
| Tournesol (ha)                       | 0    |      |      |
| Colza et navette (ha)                | s    | s    |      |
| Élevage                              |      |      |      |
| Cheptel (UGBTA)                      | 36   | 13   |      |

## Culture locale et patrimoine

### Lieux et monuments

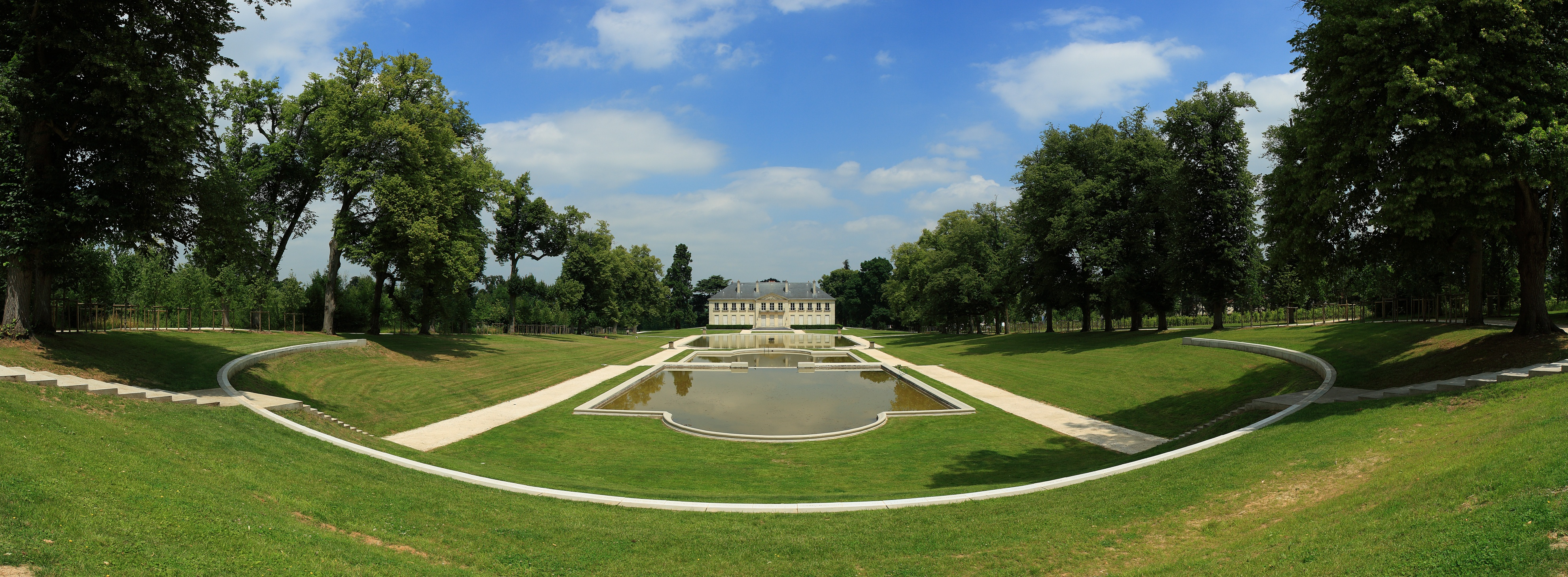
Le château de Rentilly en 2008.

#### Le parc et le château de Rentilly
Longtemps domaine seigneurial, le parc de Rentilly est aujourd'hui un parc culturel ouvert à la création et la diffusion de l'art contemporain.
C'est aussi un lieu de calme et de promenade parmi des essences forestières, aussi étonnantes que variées.
Le parc (50 ha à cheval entre les communes de Bussy-Saint-Martin et Bussy-Saint-Georges), rouvert au public en 2003, après une réhabilitation de ses trois parties : le parc à la française, le parc à l’anglaise et le bois.
Au milieu de la grande pelouse trône une « capsule » conçue par l'artiste Édouard Sautai, pour l'observation des arbres, et ce, grâce à des « sylviscopes ».

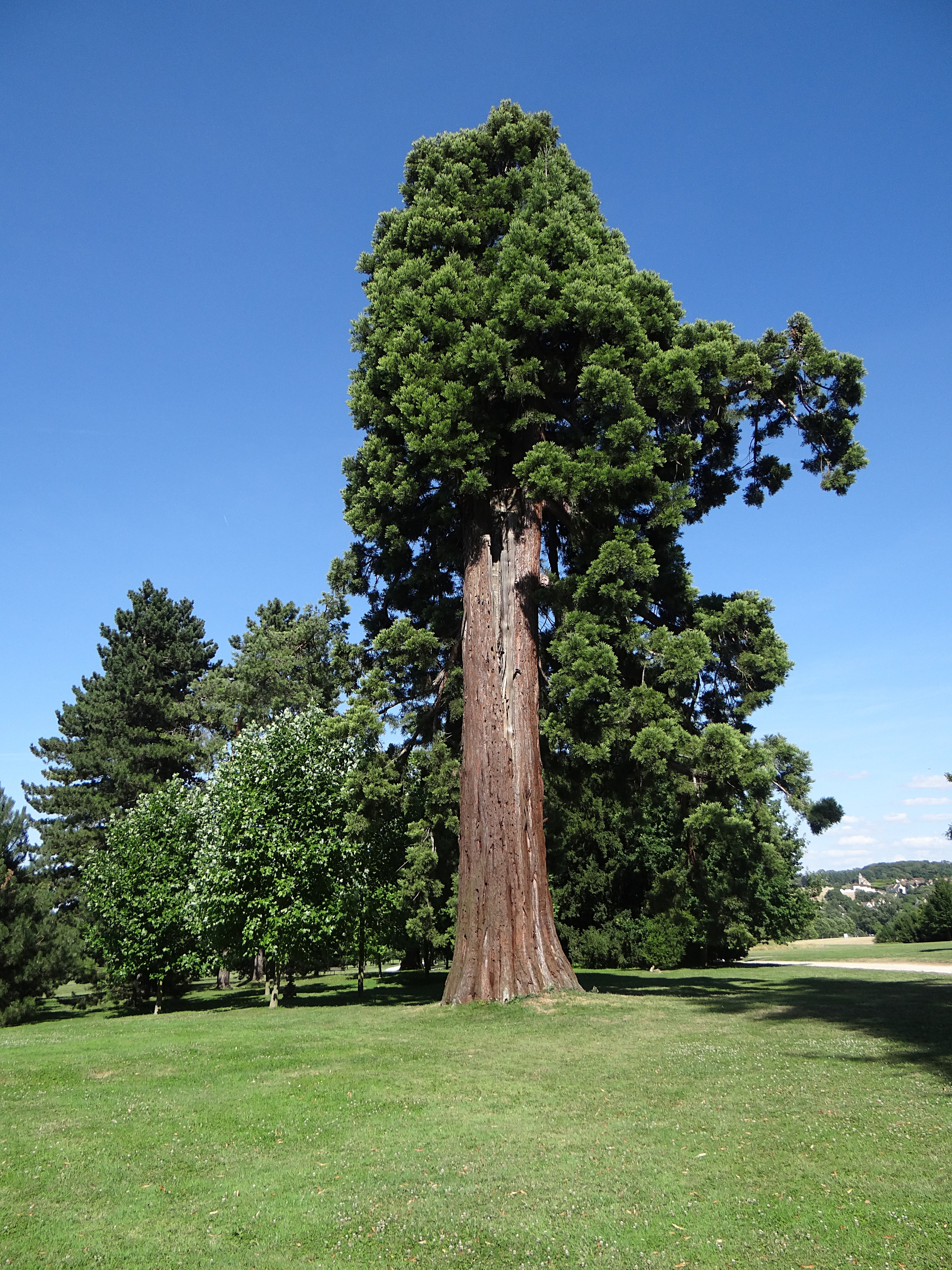
Séquoïa géant.
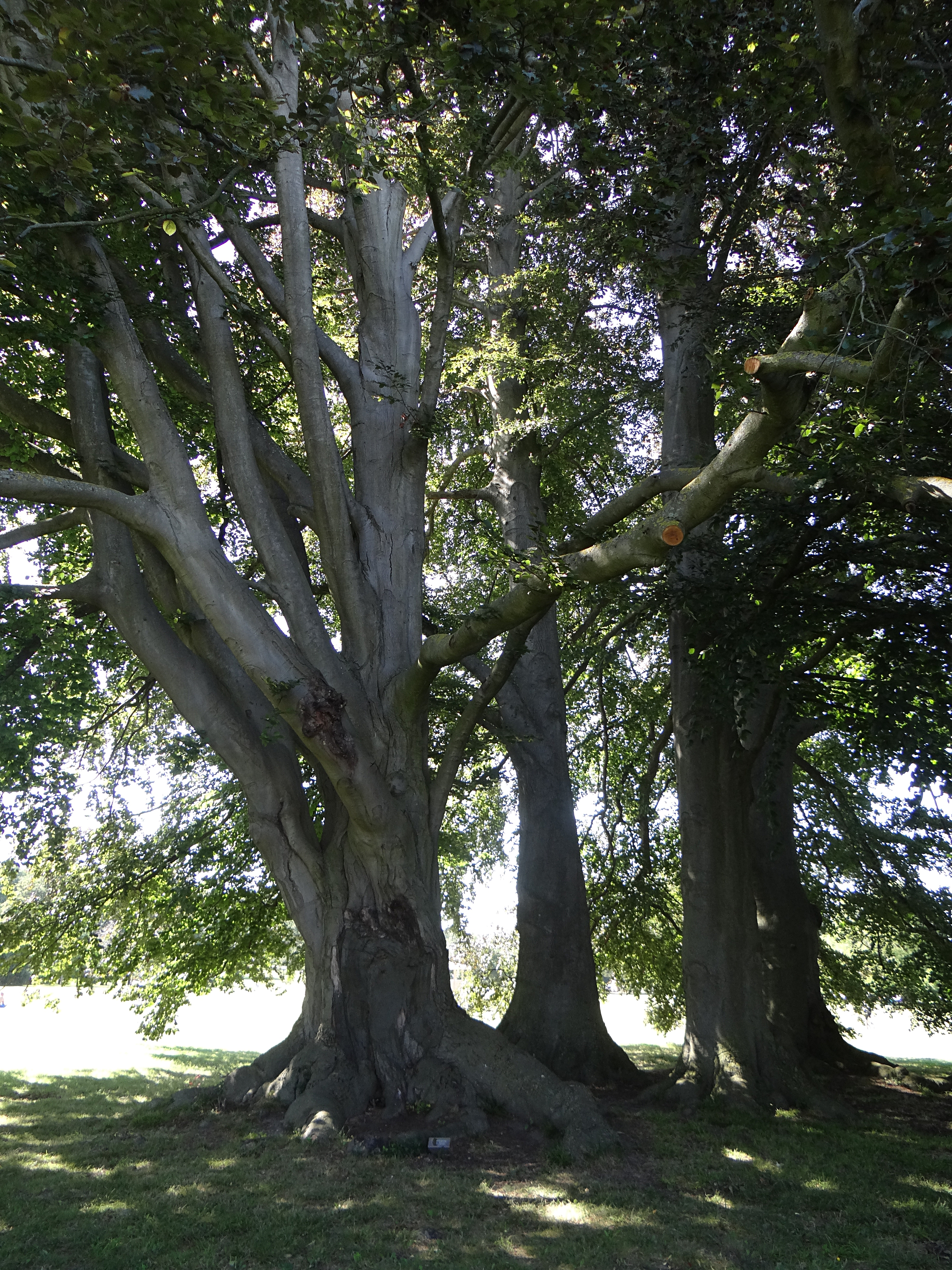
Hêtre pourpre.
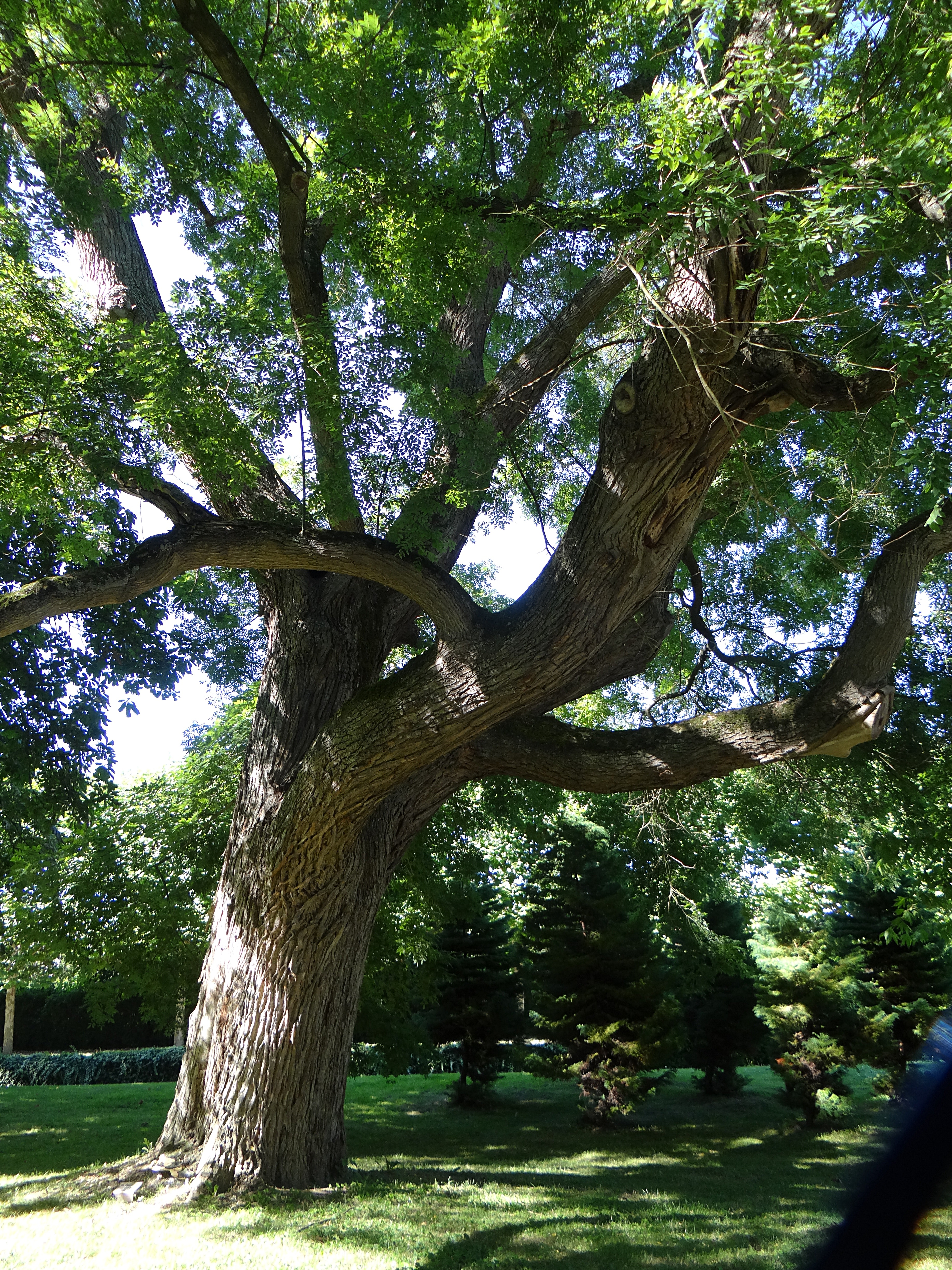
Sophora du Japon.
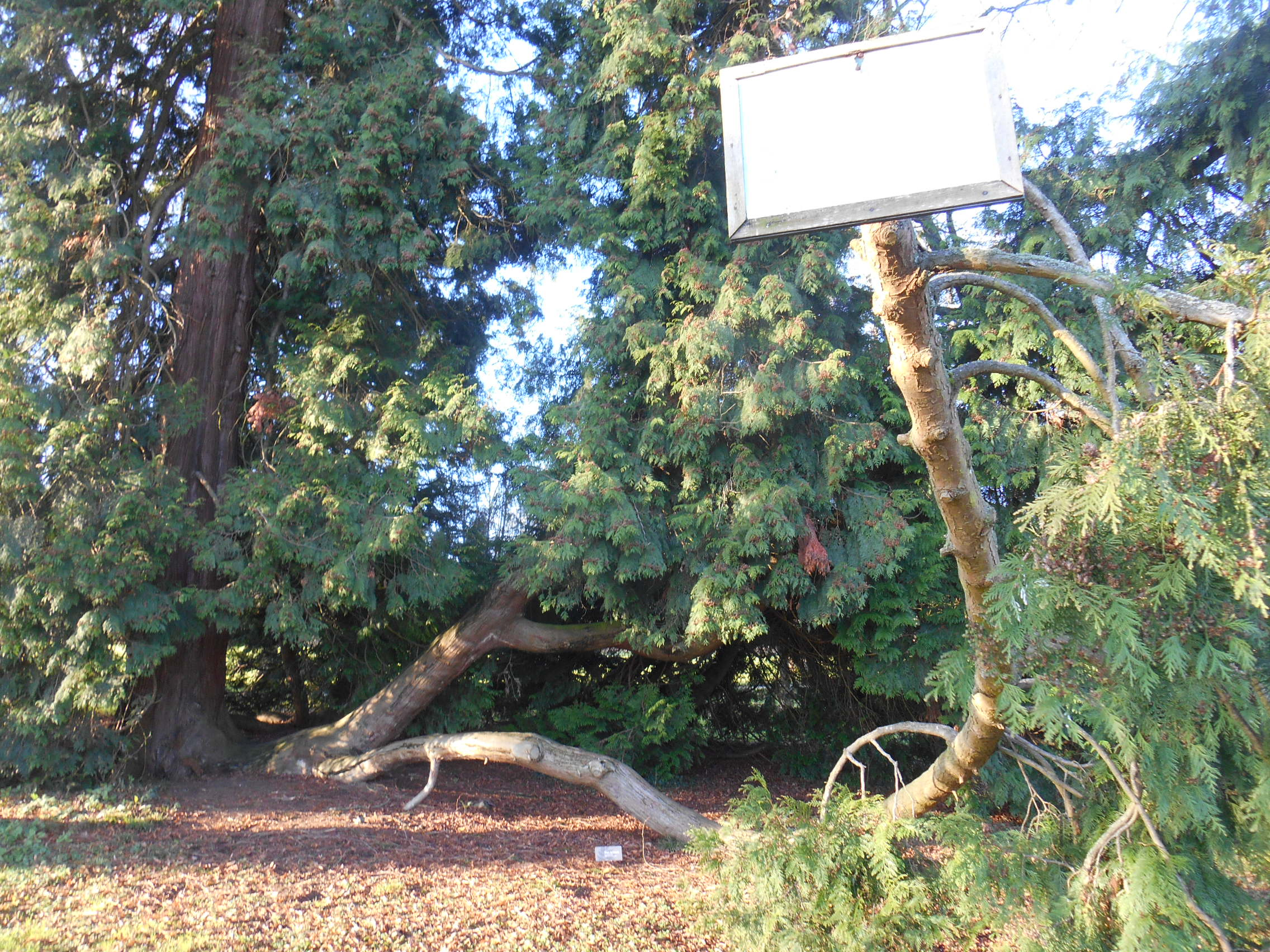
Thuya du Canada.

#### Lieux publics
- Deux lavoirs existaient au siècle dernier dans la commune, l’un à Rentilly et l’autre à Bussy.

Aujourd’hui, un seul lavoir subsiste, rue du Moulin dans le bourg.
- Promenade de la vallée de la Brosse : elle permet de relier l’étang de la Loy à l’étang de la Brosse.

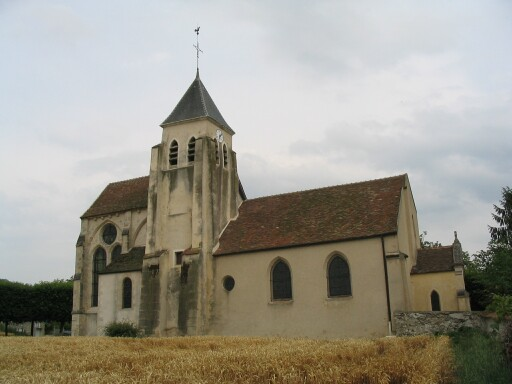
Église Saint-Martin - Cloche de l'église sonnant la demie : Fichier:Bussy-Saint-Martin - Cloche de l'église Saint-Martin.ogg

#### L'église Saint-Martin
Église romane et gothique Saint-Martin, des XIe et XIIe siècles.
Après vingt ans de restauration, elle a été rouverte en 1999.
Elle propose aux visiteurs les statues de saint Martin (XVe) et de saint Vincent de Saragosse (XVIe), la relique de la manche de saint Martin, un vitrail du XIIIe siècle, ainsi qu'un retable datant du XVIIe siècle.
L’édifice est classé au titre des monuments historiques,.

### Personnalités liées à la commune
- Le peintre Maurice Boitel (1919-2007) loue entre 1953 et 1957 une maison à proximité de l'église pour venir peindre régulièrement à Bussy.

### Cinéma
En 1963, le film Le Magot de Josefa, avec Bourvil, Anna Magnani et Pierre Brasseur, est tourné par Claude Autant-Lara à proximité de l'église.
En 2008, Pierre-François Martin-Laval (Les Robins des Bois) tourne quelques scènes de King Guillaume, avec Pierre Richard, Isabelle Nanty, Yannick Noah, Florence Foresti, Omar Sy à l'intérieur de l'église.
En 2021, une scène de John Wick : Chapitre 4, film d'action américain sorti en 2023, a été tournée sur la pelouse du château de Rentilly.

### Héraldique
| Blason de Bussy-Saint-Martin | Blason  | Coupé, en 1) de gueules à une église d’argent, essorée de sable, posée sur un tertre de sinople, en 2) d’azur à un pont à dos d’âne à une seule arche d’or, maçonné de sable, alésé et mouvant de la pointe, surmonté de deux gerbes de blé d’or. |
| Blason de Bussy-Saint-Martin | Détails | Le statut officiel du blason reste à déterminer. |